# Bayandalai, Ömnögovi
Bayandalai (tiếng Mông Cổ: Баяндалай) là một sum của tỉnh Ömnögovi ở miền nam Mông Cổ. Vào năm 2009, dân số của sum là 2.316 người.

## Địa lý
Sum có diện tích khoảng 10.751 km2. Trung tâm sum, Dalai, nằm cách tỉnh lỵ Dalanzadgad 86 km và thủ đô Ulaanbaatar 770 km.

### Khí hậu
Bayandalai có khí hậu sa mạc lạnh. Nhiệt độ trung bình hàng năm trong khu vực là 8 °C. Tháng ấm nhất là tháng 7, khi nhiệt độ trung bình là 29 °C và lạnh nhất là tháng 1, với −16 °C. Lượng mưa trung bình hàng năm là 197 mm. Tháng ẩm ướt nhất là tháng 7, với lượng mưa trung bình là 63 mm, và khô nhất là tháng 2, với 2 mm.

## Kinh tế
Sum có một trường học, bệnh viện, trung tâm thương mại và nhà văn hóa.